# 세계도시락여행
《세계도시락여행》은 2012년 SBS에서 방송된 여행 텔레비전 프로그램이다.

## 에피소드
| 번호 | 제목                                             | 여행자         | 본 방송 날짜                    |
| ---- | ------------------------------------------------ | -------------- | ------------------------------- |
| 12   | "엄마와 함께 떠나는 동화여행"                    | 신현림, 서윤   | 2012년 1월 6일 2012년 1월 13일  |
| 34   | "고부의 세계여행"                                | 송도순, 채자연 | 2012년 1월 20일 2012년 1월 27일 |
| 56   | "영국으로 떠나는 효재의 살림여행"                | 이효재         | 2012년 2월 3일 2012년 2월 10일  |
| 78   | "일본으로 떠나는 휴식여행"                       | 김지연         | 2012년 2월 17일 2012년 2월 24일 |
| 910  | "태양의 선물 튀니지로 떠나는 두 남자의 배낭여행" | 이준익, 방준석 | 2012년 3월 2일 2012년 3월 16일  |
| 1112 | "호주로 떠나는 박준규 부부의 낭만여행"           | 박준규, 진송아 | 2012년 3월 23일 2012년 3월 30일 |